# Voice (band)
Voice was een Cypriotisch duo.

## Biografie
Alexandros Panayi, die Cyprus al eerder vertegenwoordigde op het Eurovisiesongfestival 1995 met Sti fotia, nam samen met Christina Argyri deel aan de nationale preselectie voor het Eurovisiesongfestival 2000. Met het nummer Nomiza, dat in het Grieks en in het Italiaans gezongen werd, won het duo de nationale preselectie. Na afloop besloten Panayi en Argyri een artiestennaam te kiezen: Voice. In Stockholm eindigde Voice op een teleurstellende 21ste plek op 24 deelnemers, met acht punten. Vrij snel daarna werd Voice opgeheven en gingen beide artiesten wederom hun eigen weg.
1981: Island · 
1982: Anna Vissi · 
1983: Stavros & Konstandina · 
1984: Andy Paul · 
1985: Lia Vissi · 
1986: Elpida · 
1987: Alexia · 
1989: Fani Polymeri & Yiannis Savvidakis · 
1990: Haris Anastasiou · 
1991: Elena Patroklou · 
1992: Evridiki · 
1993: Zimboulakis & Van Beke · 
1994: Evridiki · 
1995: Alexandros Panayi · 
1996: Constantinos Christoforou · 
1997: Hara & Andreas Konstantinou · 
1998: Michalis Hatzigiannis · 
1999: Marlain · 
2000: Voice · 
2002: One · 
2003: Stelios Konstantas · 
2004: Lisa Andreas · 
2005: Constantinos Christoforou · 
2006: Annet Artani · 
2007: Evridiki · 
2008: Evdokia Kadi · 
2009: Christina Metaxa · 
2010: Jon Lilygreen & The Islanders · 
2011: Christos Mylordos · 
2012: Ivi Adamou · 
2013: Despina Olympiou · 
2015: Giannis Karagiannis · 
2016: Minus One · 
2017: Hovig · 
2018: Eleni Foureira · 
2019: Tamta · 
2021: Elena Tsagrinou · 
2022: Andromache · 
2023: Andrew Lambrou · 
2024: Silia Kapsis · 
2025: Theo Evan